# Spartothamnella
Spartothamnella  é um gênero botânico da família Lamiaceae

## Espécies
- Spartothamnella juncea
- Spartothamnella puberula
- Spartothamnella teucriiflora

## Nome e referências
Spartothamnella Briquet, 1895